# Arisaema sachalinense
Arisaema sachalinense är en kallaväxtart som först beskrevs av Kingo Miyabe och Yûshun Kudô, och fick sitt nu gällande namn av Jin Murata. Arisaema sachalinense ingår i släktet Arisaema och familjen kallaväxter. Inga underarter finns listade.